# Cerastium wilhelmianum
Cerastium wilhelmianum là loài thực vật có hoa thuộc họ Cẩm chướng. Loài này được Sklenár mô tả khoa học đầu tiên năm 2008.